# Claudio Ferreyra
Claudio Adrián Ferreyra (Moreno, Buenos Aires, Argentina; 11 de marzo de 1986) es un futbolista argentino que se desempeña como Defensor en el Racing de Olavarría que milita en el Torneo Argentino A de Argentina.

## Clubes
| Club                | País      | Año       |
| ------------------- | --------- | --------- |
| Ferro Carril Oeste  | Argentina | 2006-2011 |
| Racing de Olavarría | Argentina | 2011-2013 |
| Ben Hur             | Argentina | 2013-     |